# Groblje u Gornjim Granićima u Dobrinčima
Srednjovjekovno groblje nalazi se u zaseoku Gornjim Granićima, selo Dobrinče, općina Lovreć.

## Opis
Srednjovjekovno groblje u Gornjim Granićima nalazi se sz od Dobrinača na južnom ulazu u spomenuti zaseok. Radi se o srednjovjekovnom groblju sa stećcima koje nastaje tijekom 15. stoljeća, uz i oko starog seoskog puta, sjeverno od suvremene prometnice. Sačuvano je 23 sanduka te 1 sljemenjak. Veći broj stećaka ugrađen je u suhozid koji omeđuje stari put. Preostali stećci raspoređeni su na platoima iznad i ispod puta. Manji broj stećaka je ukrašeno a od ukrasnih motiva pojavljuju se vijenac, rozeta, kolo, tordirana vrpca, polumjesec, križ, ljiljani.

## Zaštita
Pod oznakom Z-6367 zavedeno je pod vrstom "arheologija", pravna statusa zaštićena kulturnog dobra, klasificirano kao "kopnena arheološka zona/nalazište".